# Убаганський сільський округ (Алтинсаринський район)
Убага́нський сільський округ (каз. Обаған ауылдық округі, рос. Убаганский сельский округ) — адміністративна одиниця у складі Алтинсаринського району Костанайської області Казахстану. Адміністративний центр — село Убаганське.
Населення — 3179 осіб (2021; 3205 у 2009, 3698 у 1999, 3603 у 1989).
Станом на 1989 рік існувала Сілантьєвська сільська рада (села Бірюковка, Зуєвка, Мала Чураковка, Сілантьєвка). Село Убаганське було утворено як центр району. 5 квітня 2013 року до складу Убаганської сільської адміністрації була включена територія ліквідованого Сілантьєвського сільського округу.

## Склад
До складу округу входять такі населені пункти:
| Населений пункт      | Старі назви | Населення, осіб (1989) | Населення, осіб (1999) | Населення, осіб (2009) | Населення, осіб (2021) |
| -------------------- | ----------- | ---------------------- | ---------------------- | ---------------------- | ---------------------- |
| Бірюковка, село      | -           | 376                    | 285                    | 138                    | 62                     |
| Зуєвка, село         | -           | 563                    | 488                    | 452                    | 387                    |
| Мала Чураковка, село | -           | 722                    | 568                    | 552                    | 559                    |
| Сілантьєвка, село    | -           | 1942                   | 1698                   | 1550                   | 1655                   |
| Убаганське, село     | -           | -                      | 659                    | 513                    | 516                    |